# Südlicher Spinnenaffe
Der Südliche Spinnenaffe (Brachyteles arachnoides) ist eine Primatenart aus der Familie der Klammerschwanzaffen (Atelidae): Er lebt im südöstlichen Brasilien und ist stark gefährdet.

## Merkmale
Gemeinsam mit dem Nördlichen Spinnenaffen sind Südliche Spinnenaffen die größten Neuweltaffen. Sie erreichen eine Kopfrumpflänge von 45 bis 78 Zentimeter, der Schwanz ist mit 65 bis 80 Zentimetern länger als der Körper. Er ist als Greifschwanz ausgebildet und an der Unterseite der Spitze unbehaart. Männchen sind etwas größer als Weibchen, sie sind mit 12 bis 15 Kilogramm auch schwerer, Weibchen wiegen 9,5 bis 11 Kilogramm. Das Fell dieser Primaten ist gelbgrau gefärbt und kurz. Arme und Beine sind lang und schlank, im Gegensatz zu ihren nördlichen Verwandten ist der Daumen vollständig zurückgebildet.

## Verbreitung und Lebensraum

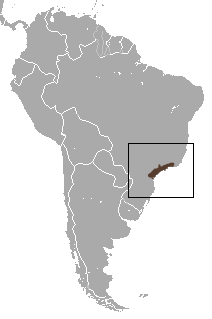
Verbreitungsgebiet des Südlichen Spinnenaffen

Südliche Spinnenaffen bewohnen die – heute stark verkleinerten – Wälder an der Atlantikküste der brasilianischen Bundesstaaten Rio de Janeiro und São Paulo, in Paraná sind sie möglicherweise bereits ausgestorben. Ihr Lebensraum sind feuchte Regenwälder, wo sie bis zu einer Seehöhe von 1800 Metern vorkommen.

## Lebensweise
Südliche Spinnenaffen sind tagaktiv und halten sich meist auf den Bäumen, bevorzugt im oberen Kronenbereich, auf. Sie sind geschickte Kletterer, die sich häufig suspensorisch – an den Armen schwingend oder am Schwanz hängend – oder auf allen vieren fortbewegen.
Sie leben in Gruppen zusammen, die rund 5 bis 25 Tiere umfassen und sich aus mehreren Männchen und Weibchen zusammensetzen. Das Verhalten der Gruppenmitglieder untereinander ist sehr friedlich und kaum von Aggression geprägt. Das Streifgebiet einer Gruppe umfasst 70 bis 170 Hektar.
Südliche Spinnenaffen sind Pflanzenfresser, die sich von Blättern (rund 50 % der Nahrung), Früchten (30 %, insbesondere in der Regenzeit) und anderem Pflanzenmaterial ernähren.

## Fortpflanzung
Das Fortpflanzungsverhalten ist promiskuitiv, Männchen und Weibchen paaren sich mit so vielen Tieren wie möglich. Nach sieben- bis achtmonatiger Tragzeit bringt das Weibchen meist ein einzelnes Jungtier zur Welt, das nach zwei Jahren entwöhnt wird. Männchen bleiben bei Eintreten der Geschlechtsreife in der Geburtsgruppe, während die Weibchen diese zu diesem Zeitpunkt (mit fünf bis sieben Jahren) verlassen müssen.

## Bedrohung
Südliche Spinnenaffen zählen zu den gefährdeten Arten, wenngleich sie noch nicht in dem Ausmaß wie ihre nördlichen Verwandten bedroht sind. Ihr Lebensraum ist durch fortgeschrittenen Waldrodungen und starke Besiedlung stark verkleinert und zerstückelt worden. Hinzu kommt die Jagd, die auch heute noch ausgeübt wird. Der Gesamtbestand wird auf 1000 bis 1500 Tiere geschätzt, die IUCN listet die Art als „stark gefährdet“ (endangered).